# Karl Eberhard Herwarth von Bittenfeld

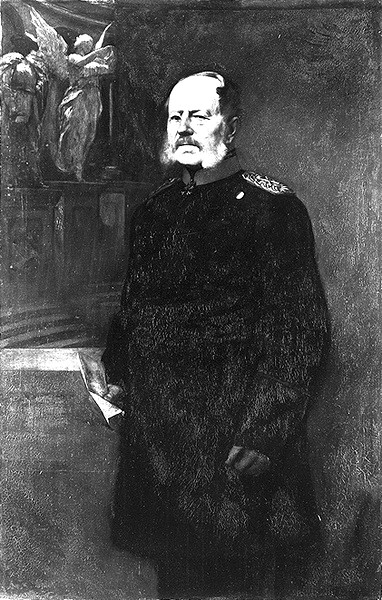
Karl Eberhard Herwarth von Bittenfeld.

Karl Eberhard Herwarth von Bittenfeld (4 tháng 9 năm 1796 – 2 tháng 9 năm 1884) là một Thống chế (Generalfeldmarschall) của Quân đội Phổ.

## Tiểu sử
Herwarth von Bittenfeld sinh ra tại Werther (Thüringen), trong một gia đình quý tộc đã cung cấp nhiều Sĩ quan xuất sắc cho lực lượng Quân đội Phổ.
Herwarth von Bittenfeld đã đến với lực lượng Bộ binh vào năm 1811 qua việc gia nhập Trung đoàn Vệ binh số 2, và tham gia trong cuộc Chiến tranh Giải phóng (1813 – 1814) trong những cuộc chiến tranh của Napoléon, thể hiện tài năng của mình trong các trận Lützen và Paris. Trong thời bình, ông thăng tiến dần lên bộ chỉ huy tối cao của Phổ. Trong cuộc cách mạng năm 1848 tại Berlin, ông đã thực hiện trách nhiệm của mình tại Hoàng cung với tư cách là Đại tá của Trung đoàn Vệ binh số 1. 
Được phong hàm Thiếu tướng (Generalmajor) vào năm 1852, và Trung tướng (Generalleutnant) vào năm 1856, ông được thăng cấp Thượng tướng Bộ binh và nắm quyền chỉ huy Quân đoàn VII vào năm 1860.